# Cryphidium crenulatum
Cryphidium crenulatum là một loài Rêu trong họ Cryphaeaceae. Loài này được (Mitt.) Broth. ex Paris miêu tả khoa học đầu tiên năm 1909.